# Hisayasu Nakagawa
Pour les articles homonymes, voir Nakagawa (homonymie).
Hisayasu Nakagawa (中川 久定, Nakagawa Hisayasu) est un universitaire japonais né le 15 mars 1931 à Tōkyō et décédé le 18 juin 2017 à Kyoto.
Francophile, il fut un spécialiste de Diderot et Rousseau et du XVIIIe siècle français. Il fut professeur émérite de littérature française à l'université de Kyōto et le directeur général du musée national de Kyōto. De plus, il est membre de l'Académie japonaise des sciences.
Il est l'auteur d’Introduction à la culture japonaise édité chez Presses universitaires de France, en 2005, ouvrage de synthèse qui dégage, sur un plan philosophique et psychologique, les différences profondes de perception (identité, lieu, attitude religieuse, mort, relation à l’art…) entre les Japonais et les Occidentaux. Ce texte est paru initialement, entre 1990 et 1994, sous la forme de chroniques dans le magazine, l’Âne, organe de publication du Champ freudien.
En 2004, il est fait chevalier de la Légion d'honneur.